# Човечността
„Човечността“ (на френски: L'humanité) е френски филм – криминална драма – от 1999 година на режисьора Брюно Дюмон по негов собствен сценарий.
В центъра на сюжета е криминален инспектор с психически проблеми, който разследва жестоко убийство на единадесетгодишно момиче във Френска Фландрия. Темата е съществува ли все още човечността.
Главните роли се изпълняват от Еманюел Шоте, Северин Канел и Филип Тюлие.
Филмът има голям успех на Кинофестивала в Кан, където печели Голямата награда и наградите за актьор и актриса. 